# Mauro Icardi
Mauro Emanuel Icardi Rivero, född 19 februari 1993 i Rosario, är en argentinsk fotbollsspelare (anfallare) som spelar för Galatasaray. Han har även representerat Argentinas landslag.

## Klubbkarriär
Icardi var lagkapten för Inter men fråntogs kaptensbindeln i februari 2019. År 2020 värvades han av Paris Saint-Germain. Den 8 september 2022 lånades Icardi ut till Galatasaray på ett låneavtal över säsongen 2022/2023. 